# Celorico da Beira
Celorico da Beira (sɨlo'ɾiku dɐ 'bɐiɾɐ) è un comune portoghese di 8 875 abitanti situato nel distretto di Guarda.

## Società

### Evoluzione demografica
| Popolazione di Celorico da Beira (1801 – 2004) | Popolazione di Celorico da Beira (1801 – 2004) | Popolazione di Celorico da Beira (1801 – 2004) | Popolazione di Celorico da Beira (1801 – 2004) | Popolazione di Celorico da Beira (1801 – 2004) | Popolazione di Celorico da Beira (1801 – 2004) | Popolazione di Celorico da Beira (1801 – 2004) | Popolazione di Celorico da Beira (1801 – 2004) | Popolazione di Celorico da Beira (1801 – 2004) |
| ---------------------------------------------- | ---------------------------------------------- | ---------------------------------------------- | ---------------------------------------------- | ---------------------------------------------- | ---------------------------------------------- | ---------------------------------------------- | ---------------------------------------------- | ---------------------------------------------- |
| 1801                                           | 1849                                           | 1900                                           | 1930                                           | 1960                                           | 1981                                           | 1991                                           | 2001                                           | 2004                                           |
| 7 755                                          | 8 113                                          | 15 820                                         | 14 880                                         | 14 930                                         | 10 269                                         | 8 875                                          | 8 875                                          | 8 752                                          |

## Freguesias
| - Açores - Baraçal - Cadafaz - Carrapichana - Casas do Soeiro - Cortiçô da Serra - Fornotelheiro - Lajeosa do Mondego - Linhares - Maçal do Chão - Mesquitela | - Minhocal - Prados - Rapa - Ratoeira - Salgueirais - Santa Maria - São Pedro - Vale de Azares - Velosa - Vide Entre Vinhas - Vila Boa do Mondego |